# Port de Constanța
Le port de Constanța est une infrastructure de l'est de la Roumanie sur la rive occidentale de la mer Noire.

## Infrastructures et installations

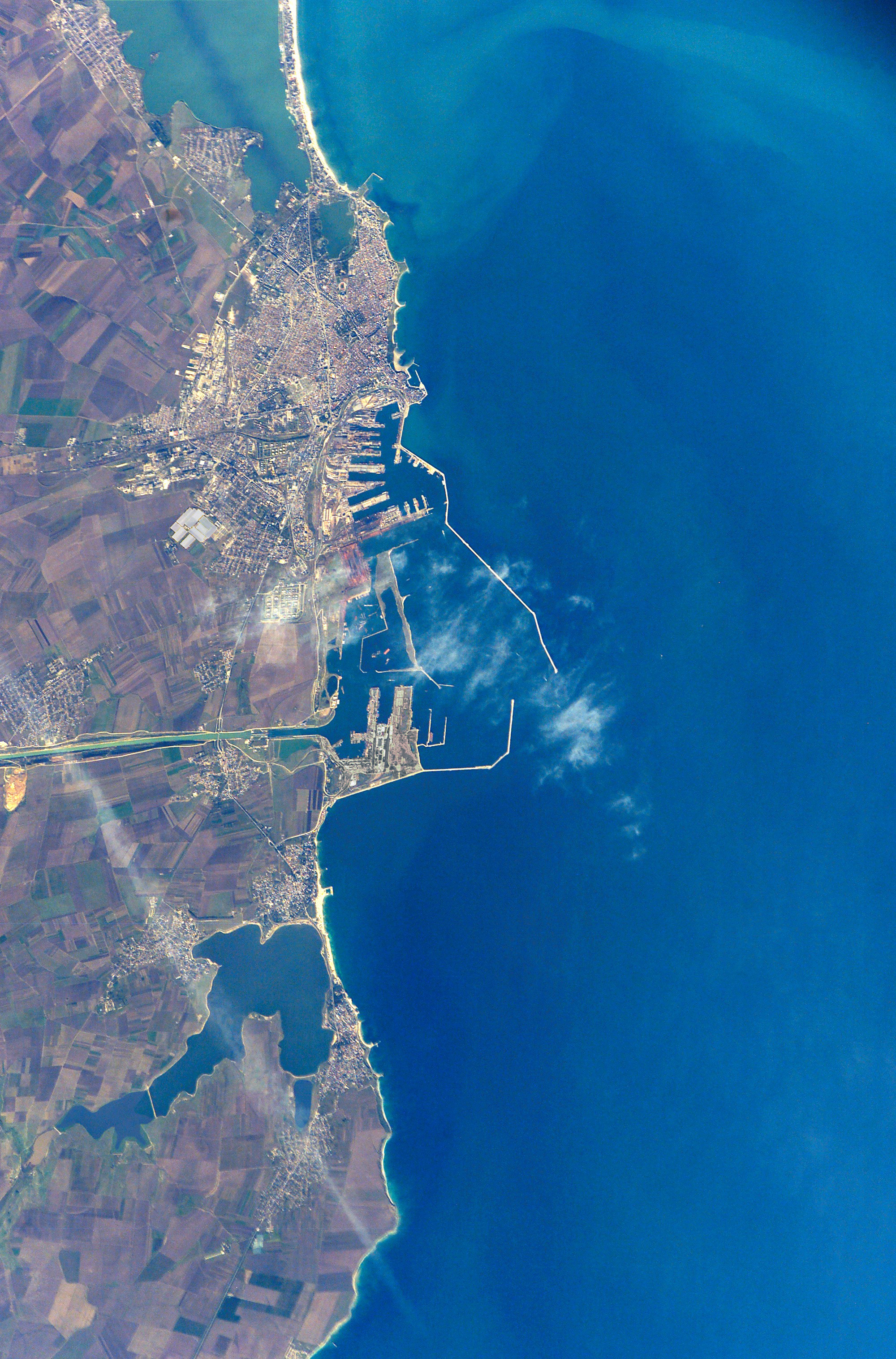
Sur une vue satellite.

Situé au cœur de la ville de Constanța, il est fermé par deux grand quai qui en fond un havre sûr. Il est situé entre le delta du Danube et le détroit du Bosphore et accueille le chantier naval de Constanța.
Il est l'une des extrémités du corridor paneuropéen IV et est en relation avec ses deux satellites que sont le port de Midia et le port de Mangalia.
- Il possède deux quais rouliers.
- Un terminal pétrolier utilisé par Rompetrol.
- Un terminal spécialisé pour le fer, la bauxite, le charbon avec des espaces de stockage.
- Un terminal spécialisé pour le transbordement des matériaux de construction.